# Скарсгард, Александр
Алекса́ндр Юхан Я́льмар Ска́рсгард (швед. Alexander Johan Hjalmar Skarsgård, читается скарсго́рд; род. 25 августа 1976) — шведский актёр. Лауреат премий «Золотой глобус» и «Эмми».
Наибольшую известность ему принесли роли в фильмах «Соломенные псы» (2011), «Меланхолия» (2011), «Развод в большом городе» (2012), «Связи нет» (2012), «Группировка „Восток“» (2013), «Дневник девочки-подростка» (2015), «Тарзан. Легенда» (2016), «Война против всех» (2016), а также сериалах «Поколение убийц» (2008), «Настоящая кровь» (2008—2014) и «Большая маленькая ложь» (2017—2019).

## Биография
Александр Скарсгард родился 25 августа 1976 года в Стокгольме (Швеция). Его мать — Мю Гюнтер (My Guenther) — врач, а отец — шведский актёр Стеллан Скарсгард. У Александра Скарсгарда четыре брата — Густаф (1980), Билл (1990), которые также являются актёрами, Сэм (1982), Вальтер (1995), сестра Эия (1992), двое единокровных братьев — Оссиан (2009) и Колбьорн (2012).
Сниматься начал с восьми лет. Его первой работой стала картина «Оке и его мир». Позже стал изучать архитектуру в Стокгольме и прервал свою актёрскую работу. В колледже Скарсгард выбрал направление политологии. В 19 лет отправился проходить срочную службу (швед. lumpen) в Военно-морские силы Швеции, где 15 месяцев служил в антитеррористическом и противодиверсионном отряде на военно-морской базе Берга (швед. Berga örlogsskolor) в Стокгольмском архипелаге.
В 1996 году Скарсгард отправился в британский город Лидс, где поступил в Городской университет по направлению изучения английского языка. В 1997 году переехал в Нью-Йорк, где занимался на курсах актёрского мастерства в колледже «Мэримаунт Манхэттан», однако вскоре вернулся на родину. 20 июля 2011 года окончил обучение в университете Лидса и получил степень доктора искусств.
В 2013 году был участником экспедиции на Южный полюс вместе с принцем Гарри.
Скарсгард участвовал в нескольких шведских телевизионных сериалах и фильмах. В 2003 году был номинирован на «Золотого жука» (официальную шведскую премию в области киноискусства) за лучшую мужскую роль второго плана в фильме «Собачий метод».
Голливудский дебют актёра состоялся в 2001 году в комедии «Образцовый самец», где он сыграл глуповатого мужчину-фотомодель — соседа персонажа Бена Стиллера.
В 2005 году Скарсгард сыграл одну из главных ролей в шведской кинодраме Отмана Карима «О Саре». На XXVIII Московском международном кинофестивале (2006) этот фильм получил главный приз — «Золотого святого Георгия».
После его работ в 2005 году в сериале «Откровения» и фильме «Последняя высадка» он начал участвовать и в международных постановках. В 2007 году Александр сыграл одну из главных ролей в сериале «Поколение убийц».
С 2008 по 2014 годы Скарсгард снимался в телесериале HBO «Настоящая кровь», где сыграл вампира Эрика Нортмана, владельца вампирского бара Fangtasia.
В 2009 году снялся в клипе Lady Gaga на песню «Paparazzi», озвучил одного из героев мультфильма «Метропия». В этом же году вышел фильм «Beyond the Pole» в жанре мокьюментари с участием Скарсгарда.
В 2021 году Александр принял участие в третьем сезоне комедийно-драматического сериала «Наследники». Также он исполнил главную роль в фильме «Варяг» Роберта Эггерса 2022 года.

## Личная жизнь
Состоит в отношениях с актрисой Тувой Новотны, у пары есть общий ребёнок, родившийся в 2022 году.

## Избранная фильмография

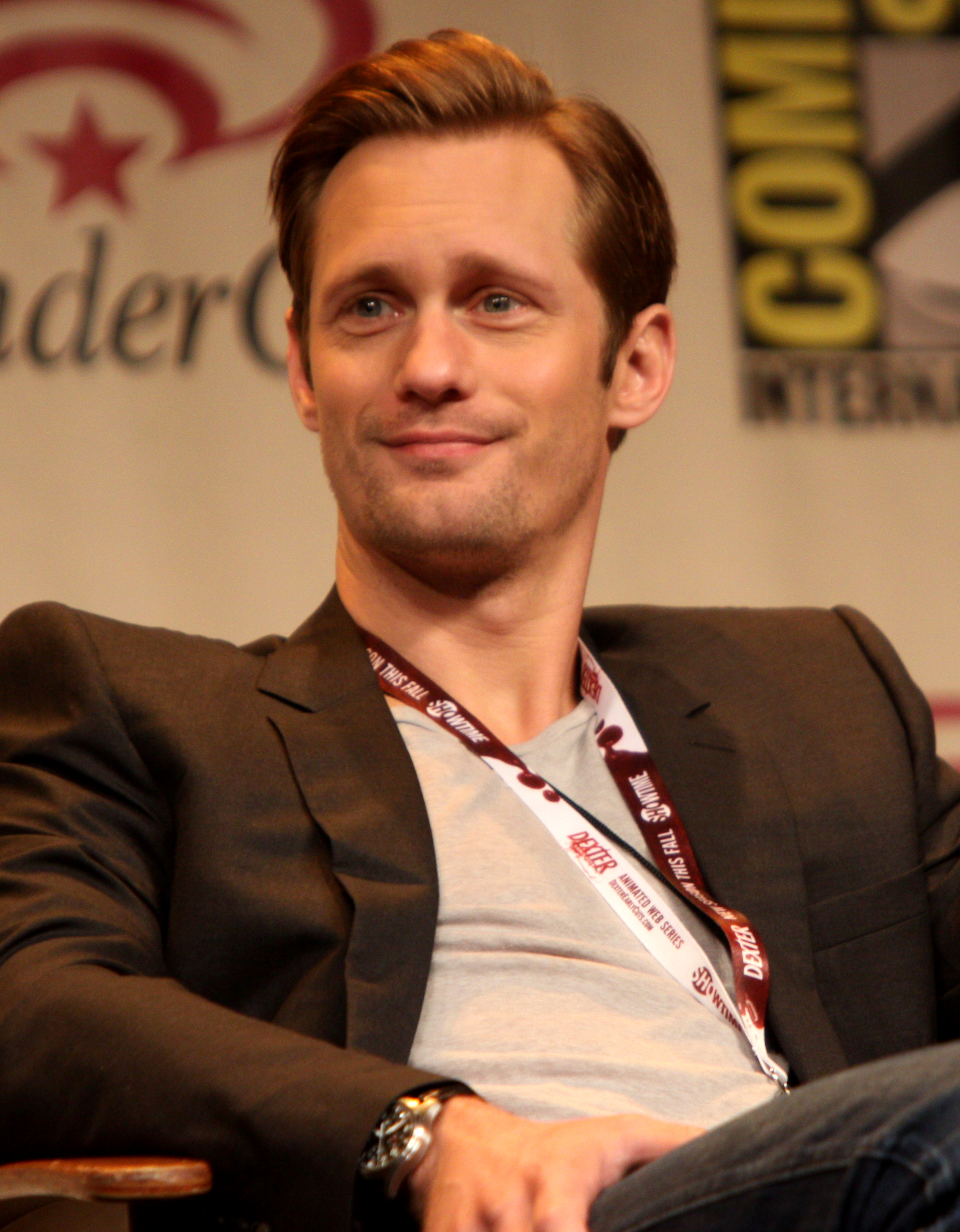
Скарсгард в марте 2012 года

### Актёрские работы
| Год       |     | Русское название                      | Оригинальное название                | Роль                          |
| --------- | --- | ------------------------------------- | ------------------------------------ | ----------------------------- |
| 1984      | ф   | Оке и его мир                         | Åke och hans värld                   | Кайл Нуб                      |
| 1987      | тф  |                                       | Idag röd                             | Фред                          |
| 1989      | ф   | Смеющийся пёс                         | Hunden som log                       | Джо                           |
| 1999      | ф   | Счастливый конец                      | Happy End                            | Бамси                         |
| 1999      | с   |                                       | Vita lögner                          | Маркус Энглунд                |
| 2000      | ф   |                                       | Ныряльщик                            | Ингмар                        |
| 2000      | ф   | Ярость белой воды                     | White Water Fury                     | Андерс                        |
| 2000      | ф   | Стеклянные крылья                     | Wings of Glass                       | Юхан                          |
| 2000      | тф  |                                       | D-dag                                | пасынок Лизы                  |
| 2000      | с   | Юдифь                                 | Judith                               | Анте Линдстрем                |
| 2001      | ф   | Воздушные земли из Хельсинки          | Drakarna över Helsingfors            | Робин Острём                  |
| 2001      | ф   | Образцовый самец                      | Zoolander                            | Микус                         |
| 2002      | ф   | Собачий метод                         | Hundtricket                          | Мик                           |
| 2004      | кор | Сердцебиение                          | Hjärtslag                            | пилот                         |
| 2005      | ф   | Двойная смена                         | Som man bäddar…                      | Ниссе                         |
| 2005      | ф   | О Саре                                | Om Sara                              | Калле Эберг                   |
| 2005      | с   | Откровения                            | Revelations                          | Эрик Гуннар                   |
| 2006      | кор | Никогда не будешь моей                | Never Be Mine                        | Кристофер                     |
| 2006      | ф   | Последняя высадка                     | The Last Drop                        | лейтенант Юрген Фоллер        |
| 2006      | ф   | Убить близких                         | Kill Your Darlings                   | Герт                          |
| 2006      | тф  | Результат                             | Cuppen                               | Майк                          |
| 2006      | ф   | Выход                                 | Exit                                 | Фабиан фон Клеркин            |
| 2007      | ф   | Богини металла                        | Järnets änglar                       | Стефан                        |
| 2008—2008 | с   | Поколение убийц                       | Generation Kill                      | сержант Брэд «Айсман» Колберт |
| 2008—2014 | с   | Настоящая кровь                       | True Blood                           | Эрик Нортман                  |
| 2009      | мф  | Метропия                              | Metropia                             | Стефан Юнг                    |
| 2009      | ф   | По ту сторону полюса                  | Beyond the Pole                      | Терье                         |
| 2010      | ф   | Поцелуй                               | Puss                                 | Алекс                         |
| 2010      | ф   | Тринадцать                            | 13                                   | Джек                          |
| 2011      | ф   | Соломенные псы                        | Straw Dogs                           | Чарли Веннер                  |
| 2011      | ф   | Меланхолия                            | Melancholia                          | Майкл                         |
| 2012      | ф   | Морской бой                           | Battleship                           | Стоун Хоппер                  |
| 2012      | ф   | Развод в большом городе               | What Maisie Knew                     | Линкольн                      |
| 2012      | ф   | Связи нет                             | Disconnect                           | Дерек Халл                    |
| 2013      | ф   | Группировка «Восток»                  | The East                             | Бенджи                        |
| 2014      | ф   | Посвящённый                           | The Giver                            | отец Джонаса                  |
| 2015      | ф   | Затаившись                            | Hidden                               | Рэй                           |
| 2015      | ф   | Дневник девочки-подростка             | The Diary of a Teenage Girl          | Монро                         |
| 2016      | ф   | Образцовый самец № 2                  | Zoolander 2                          | Адам                          |
| 2016      | ф   | Тарзан. Легенда                       | The Legend of Tarzan                 | Джон Клейтон III / Тарзан     |
| 2016      | ф   | Война против всех                     | War on Everyone                      | Терри Монро                   |
| 2017—2019 | с   | Большая маленькая ложь                | Big Little Lies                      | Перри Райт                    |
| 2018      | ф   | Придержи тьму                         | Hold the Dark                        | Вернон Слоун                  |
| 2018      | ф   | Немой                                 | Mute                                 | Лео Байлер                    |
| 2018      | с   | Маленькая барабанщица                 | The Little Drummer Girl              | Гади Беккер                   |
| 2018      | ф   | Операция «Колибри»                    | The Hummingbird Project              | Антон Залески                 |
| 2019      | ф   | Последствия                           | The Aftermath                        | Стефан Люберт                 |
| 2019      | ф   | Та ещё парочка                        | Long Shot                            | Джеймс Стюарт                 |
| 2019      | ф   | Убийственная команда                  | The Kill Team                        | сержант Дикс                  |
| 2019      | с   | Как стать богом в центральной Флориде | On Becoming a God in Central Florida | Трэвис Стаббс                 |
| 2020      | с   | Противостояние                        | The Stand                            | Рэндалл Флэгг                 |
| 2021      | ф   | Идентичность                          | Passing                              | Джон Беллью                   |
| 2021      | ф   | Годзилла против Конга                 | Godzilla vs. Kong                    | доктор Нейтан Линд            |
| 2021      | с   | Наследники                            | Succession                           | Лукас Матссон                 |
| 2022      | ф   | Варяг                                 | The Northman                         | Амлет                         |
| 2023      | ф   | Бесконечный бассейн                   | Infinity Pool                        | Джеймс Фостер                 |
| 2023      | ф   | Великая                               | Lee                                  | Роланд Пенроуз                |
| 2024      | с   | Мистер и миссис Смит                  | Mr. & Mrs. Smith                     | первый Джон                   |
| 2025      | с   | Киллербот                             | Murderbot                            | Киллербот                     |

### Режиссёр
- 2003—Убить ребёнка

## Награды и номинации
Список приведён в соответствии с данными сайта IMDb.
| Год  | Награда                              | Категория                                                               | Работа                  | Результат |
| ---- | ------------------------------------ | ----------------------------------------------------------------------- | ----------------------- | --------- |
| 2003 | Odense International Film Festival   | «Grand Prix»                                                            | Att Döda Ett Barn       | Победа    |
| 2003 | Odense international film festival   | «Press Award»                                                           | Att Döda Ett Barn       | Победа    |
| 2003 | Золотой жук                          | «Лучший актёр второго плана»                                            | Hundtricket — The Movie | Номинация |
| 2009 | Scream Award                         | «Лучший злодей»                                                         | Настоящая кровь         | Победа    |
| 2009 | Scream Award                         | «Лучший актёр в фильме ужасов»                                          | Настоящая кровь         | Номинация |
| 2009 | Scream Award                         | «Лучший творческий ансамбль»                                            | Настоящая кровь         | Номинация |
| 2009 | Спутник                              | «Лучший ансамбль в телесериале»                                         | Настоящая кровь         | Победа    |
| 2010 | Премия Гильдии киноактёров США       | «Лучший актёрский состав в драматическом сериале»                       | Настоящая кровь         | Номинация |
| 2010 | Сатурн                               | «Лучший телеактёр второго плана»                                        | Настоящая кровь         | Номинация |
| 2010 | NewNowNext Awards                    | «В преддверии известности: актёр»                                       | Настоящая кровь         | Номинация |
| 2010 | Scream Award                         | «Лучшая игра в сериале»                                                 | Настоящая кровь         | Номинация |
| 2010 | Scream Award                         | «Лучший актёр в фильме ужасов»                                          | Настоящая кровь         | Победа    |
| 2010 | Scream Award                         | «Лучший творческий ансамбль»                                            | Настоящая кровь         | Номинация |
| 2011 | Teen Choice Awards                   | «Choice Vampire»                                                        | Настоящая кровь         | Номинация |
| 2011 | Scream Award                         | «Лучший актёр в фильме ужасов»                                          | Настоящая кровь         | Победа    |
| 2011 | Scream Award                         | «Лучший творческий ансамбль»                                            | Настоящая кровь         | Победа    |
| 2011 | Hamptons International Film Festival | «Лучший актёр»                                                          | Меланхолия              | Победа    |
| 2012 | Fandoria Chainsaw Awards             | «Лучший актёр второго плана»                                            | Соломенные псы          | Номинация |
| 2013 | Золотая малина                       | «Худший актёрский ансамбль»                                             | Морской бой             | Номинация |
| 2017 | Эмми                                 | «Лучший актёр второго плана в мини-сериале или фильме»                  | Большая маленькая ложь  | Победа    |
| 2018 | Золотой глобус                       | «Лучший актёр второго плана в телесериале, мини-сериале или телефильме» | Большая маленькая ложь  | Победа    |
| 2018 | Премия Гильдии киноактёров США       | «Лучшая мужская роль в телефильме или мини-сериале»                     | Большая маленькая ложь  | Победа    |